# نهر جندلة
نهر جَنْدَلة هو نهر إسباني ، أحد روافد الوادي الكبير.

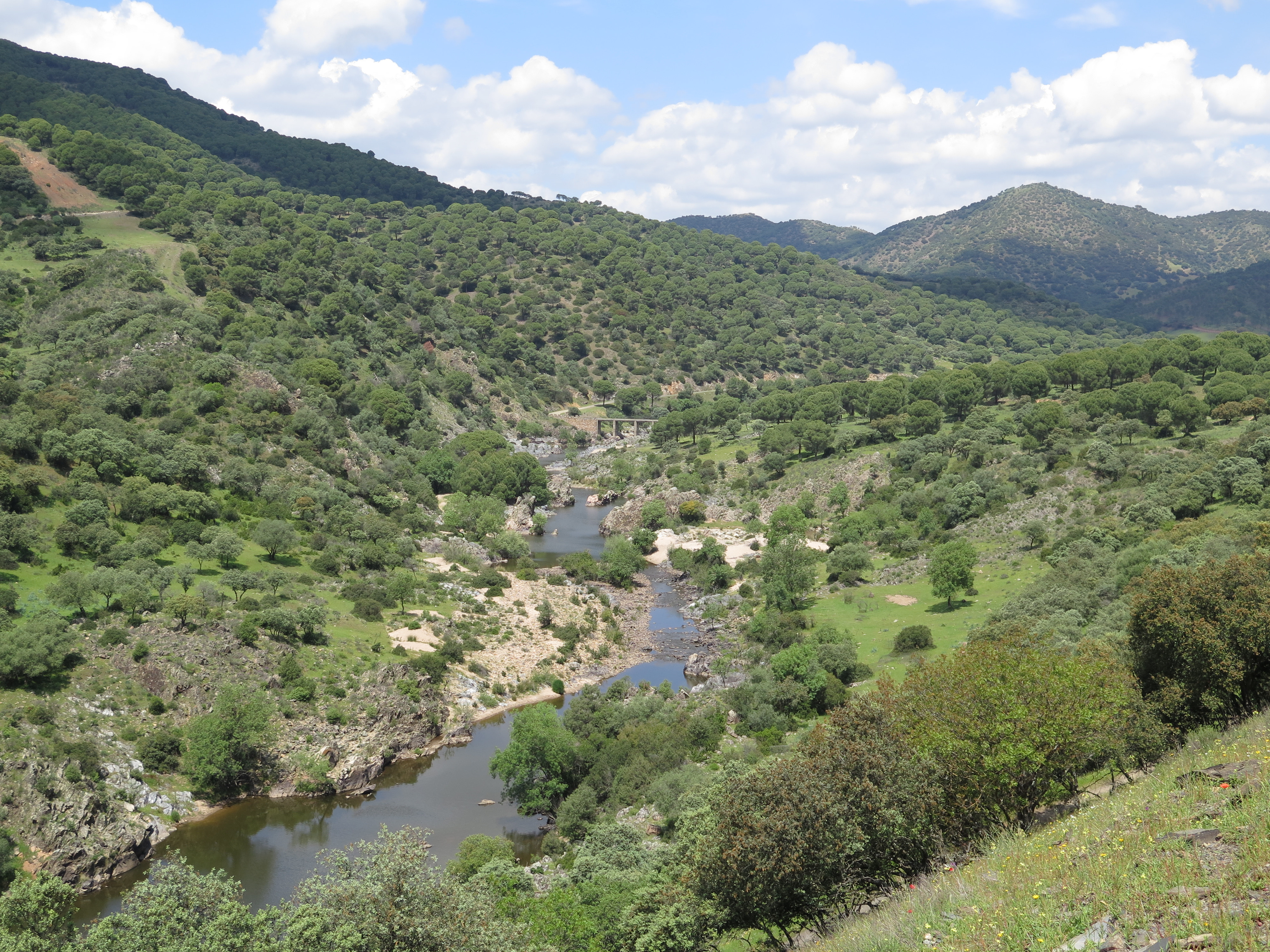
نهر جندلة